# Scolopendra polymorpha
Scolopendra polymorpha (лат.) — вид губоногих многоножек (Chilopoda) из рода сколопендры (Scolopendra). Вид встречается на территориях с засушливым климатом, что не характерно для большинства сколопендр. Обитает в Калифорнии, Неваде, Аризоне, Техасе; встречается в Мексике